# Mariager Salt Specialties
Mariager Salt Specialties A/S er en dansk producent af saltspecialiteter, som de producerer fra råsalt. Virksomheden har hovedkvarter og produktion i Mariager. Den blev etableret i 2020 efter en rekonstruktion i Dansk Salt. Selskabet ejes af franske Groupe Salins.